# Vuyo Mere
Vuyo Calvin Mere est un footballeur international sud-africain né le 5 mars 1984 à Bloemfontein. Il joue au poste de défenseur aux Moroka Swallows.